# سفارة المغرب في إسبانيا
سفارة المغرب في إسبانيا هي أرفع تمثيل دبلوماسي لدولة المغرب لدى إسبانيا. تقع السفارة بمدريد العاصمة وهي تهدف لتعزيز المصالح المغربية في إسبانيا.
كريمة بن يعيش هي السفيرة الحالية منذ 20 أبريل 2018.

## السفارة
تقع السفارة بزنقة سيرانو رقم 179، 28002 مدريد.

## سفراء المغرب بإسبانيا
| السفير                | بداية الفترة   | تقديم أوراق الإعتماد | نهاية الفترة  | ملوك المغرب              | عاهل إسبانيا                   |
| --------------------- | -------------- | -------------------- | ------------- | ------------------------ | ------------------------------ |
| أحمد بن المهدي الغزال | 1776           |                      | 1777          | سيدي محمد بن عبد الله    |                                |
| ابن عثمان المكناسي    | 1779           |                      |               | سيدي محمد بن عبد الله    |                                |
| عبد الكريم بريشة      | 14 يونيو 1878  |                      |               | الحسن الأول              | ألفونسو الثاني عشر             |
| محمد بركاش            | مايو 1880      |                      | يوليو 1880    | الحسن الأول              | ألفونسو الثاني عشر             |
| عبد الكريم بريشة      | 26 يناير 1895  |                      |               | مولاي عبد العزيز         | ألفونسو الثالث عشر             |
| بعد الإستقلال         |                |                      |               |                          |                                |
| عبد الخالق الطريس     | 19 يونيو 1956  |                      | 1957          | محمد الخامس              | فرانسيسكو فرانكو               |
| محمد عواد             | 15 أبريل 1957  |                      |               | محمد الخامس              | فرانسيسكو فرانكو               |
| الطيب بنونة           | 7 يوليو 1958   | 16 يوليو 1958        | 5 سبتمبر 1961 | محمد الخامس/الحسن الثاني | فرانسيسكو فرانكو               |
| احمد العراقي          | 1 نوفمبر 1961  |                      |               | الحسن الثاني             | فرانسيسكو فرانكو               |
| محمد أمزيان‘          | 1966           |                      | 11 يوليو 1967 | الحسن الثاني             | فرانسيسكو فرانكو               |
| عبد الله الشرفي       | 1 أغسطس 1967   |                      |               | الحسن الثاني             | فرانسيسكو فرانكو               |
| احمد العراقي          |                |                      |               | الحسن الثاني             | فرانسيسكو فرانكو               |
| عبد اللطيف الخطيب     | 2 أبريل 1973   | 1973                 |               | الحسن الثاني             | فرانسيسكو فرانكو               |
| عبد اللطيف الفيلالي   | 1974           |                      | أبريل 1978    | الحسن الثاني             |                                |
| المعطي جوريو‘         | 1978           |                      | 1981          | الحسن الثاني             | خوان كارلوس الأول              |
|                       |                |                      |               | الحسن الثاني             | خوان كارلوس الأول              |
| عبد الحفيظ القادري    | 1985           |                      |               | الحسن الثاني             | خوان كارلوس الأول              |
| عز الدين جسوس         | 1 يونيو 1986   |                      |               | الحسن الثاني             | خوان كارلوس الأول              |
| علي بن بوشتة          | 8 سبتمبر 1993  | 23 سبتمبر 1993       | 15 يوليو 1999 | الحسن الثاني             | خوان كارلوس الأول              |
| عبد السلام بركة       | 17 فبراير 2000 |                      |               | محمد السادس              | خوان كارلوس الأول              |
| عمر عزيمان‘           | 22 أكتوبر 2004 | 20 ديسمبر 2004       | 3 فبراير 2010 | محمد السادس              | خوان كارلوس الأول              |
| أحمد ولد سويلم‘       | 2 فبراير 2010  | 24 نوفمبر 2010       | ديسمبر 2013   | محمد السادس              | خوان كارلوس الأول              |
| فاضل بن يعيش‘         | 12 فبراير 2014 | 9 أبريل 2014’        | 2017          | محمد السادس              | خوان كارلوس الأول/فيليب السادس |
| كريمة بن يعيش         | 20 أبريل 2018‘ | 6 يونيو2018          |               | محمد السادس              | فيليب السادس                   |

## المغاربة المقيمين في إسبانيا
بحسب المندوبية السامية للتخطيط بلغ عدد المغاربة المقيمين في إسبانيا 503.171 شخصًا سنة 2005.
بلغ عدد المغاربة المقيمين في إسبانيا 906.507 شخصًا بحسب الإحصائيات الرسمية لوزارة الشؤون الخارجية والتعاون الدولي لسنة 2018.
بلغ عدد المغاربة المقيمين في إسبانيا 767.180 شخصًا بحسب وزارة الإدماج والضمان الاجتماعي والهجرة الإسبانية بمتم أكتوبر 2021‘.

## قنصلية
هناك اثنتا عشرة قنصلية عامة في إسبانيا تتوزع بكل من:
الجزيرة الخضراء: قنصلية عامة
المرية: قنصلية عامة
برشلونة: قنصلية عامة
بلباو: قنصلية عامة
جيرونا: قنصلية عامة
لاس بالماس دي جران كناريا: قنصلية عامة
مدريد: قنصلية عامة
مايوركا: قنصلية عامة
مرسية: قنصلية عامة)
إشبيلية: (قنصلية عامة)
تاراغونا: (قنصلية عامة)
فالنسيا: (قنصلية عامة)

## معرض صور

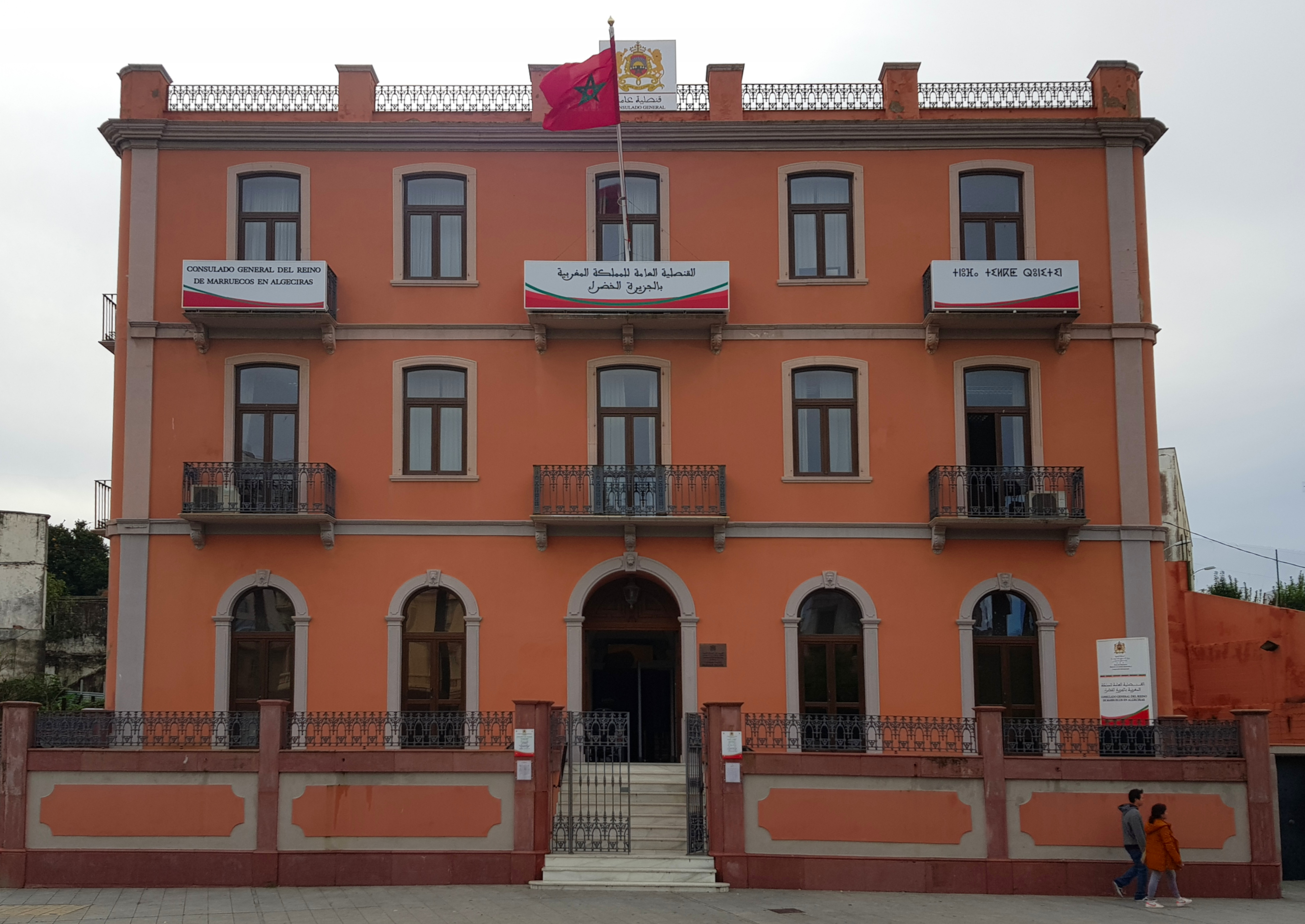
القنصلية العامة للمغرب بالجزيرة الخضراء
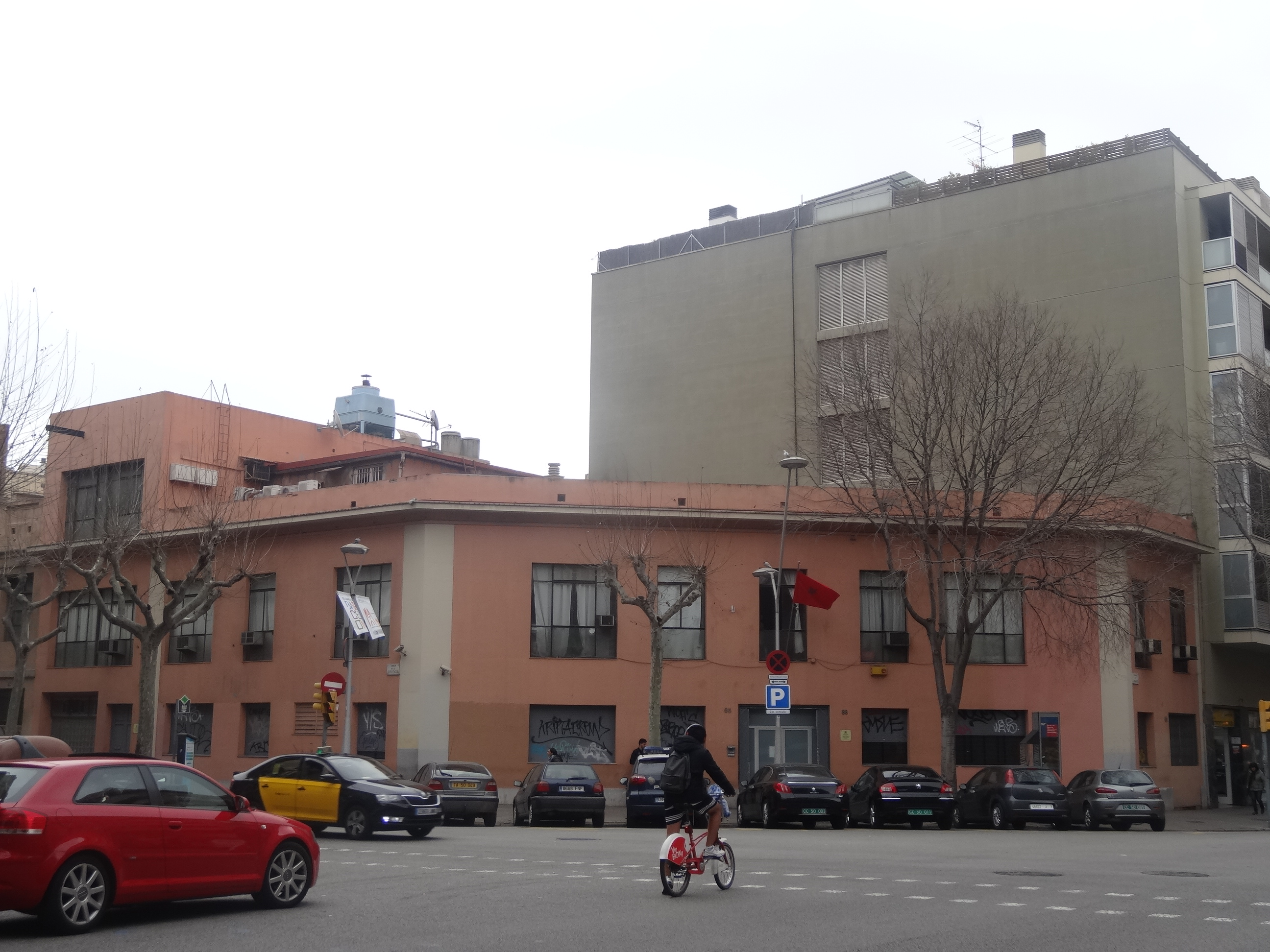
القنصلية العامة للمغرب ببرشلونة